# A Rush of Blood to the Head
A Rush of Blood to the Head (englisch für „Eine Wallung“ oder freier: „Wenn einem das Blut in den Kopf steigt“) ist das zweite Studioalbum der britischen Rockband Coldplay, das im August 2002 erschien.

## Entstehung und Veröffentlichung
Die Erstveröffentlichung von A Rush of Blood to the Head erfolgte am 12. August 2002 bei Parlophone. Das Album erschien in seiner Originalausführung als CD mit elf Titeln (Katalognummer: TOCP-66020). Im gleichen Jahr erschien das Album auch als LP- (Katalognummer: 7243 5 40504 1 1) und MC-Ausführung (Katalognummer: 7243 5 40504 4 2). In Thailand erschien eine Deluxeversion mit fünf Bonustiteln.
Geschrieben und produziert wurden alle Lieder gemeinsam von den Coldplay-Mitgliedern Guy Berryman, Jonny Buckland, Will Champion und Chris Martin. Bei der Produktion erhielt die Band Unterstützung durch Ken Nelson.

## Titelliste
1. Politik (Guy Berryman, Jonny Buckland, Will Champion, Chris Martin) – 5:17
2. In My Place (Guy Berryman, Jonny Buckland, Will Champion, Chris Martin) – 3:46
3. God Put a Smile Upon Your Face (Guy Berryman, Jonny Buckland, Will Champion, Chris Martin) – 4:55
4. The Scientist (Guy Berryman, Jonny Buckland, Will Champion, Chris Martin) – 5:08
5. Clocks (Guy Berryman, Jonny Buckland, Will Champion, Chris Martin) – 5:05
6. Daylight (Guy Berryman, Jonny Buckland, Will Champion, Chris Martin) – 5:23
7. Green Eyes (Guy Berryman, Jonny Buckland, Will Champion, Chris Martin) – 3:39
8. Warning Sign (Guy Berryman, Jonny Buckland, Will Champion, Chris Martin) – 5:27
9. A Whisper (Guy Berryman, Jonny Buckland, Will Champion, Chris Martin) – 3:55
10. A Rush of Blood to the Head (Guy Berryman, Jonny Buckland, Will Champion, Chris Martin) – 5:49
11. Amsterdam (Guy Berryman, Jonny Buckland, Will Champion, Chris Martin) – 5:17

## Singleauskopplungen
| Jahr | Titel                          | Höchstplatzierung, Gesamtwochen, AuszeichnungChartplatzierungen (Jahr, Titel, , Platzierungen, Wochen, Auszeichnungen, Anmerkungen) | Höchstplatzierung, Gesamtwochen, AuszeichnungChartplatzierungen (Jahr, Titel, , Platzierungen, Wochen, Auszeichnungen, Anmerkungen) | Höchstplatzierung, Gesamtwochen, AuszeichnungChartplatzierungen (Jahr, Titel, , Platzierungen, Wochen, Auszeichnungen, Anmerkungen) | Höchstplatzierung, Gesamtwochen, AuszeichnungChartplatzierungen (Jahr, Titel, , Platzierungen, Wochen, Auszeichnungen, Anmerkungen) | Höchstplatzierung, Gesamtwochen, AuszeichnungChartplatzierungen (Jahr, Titel, , Platzierungen, Wochen, Auszeichnungen, Anmerkungen) | Anmerkungen                                                  |
| Jahr | Titel                          | DE | AT | CH | UK | US | Anmerkungen                                                  |
| ---- | ------------------------------ | --- | --- | --- | --- | --- | ------------------------------------------------------------ |
| 2002 | In My Place                    | DE65 (4 Wo.)DE | — | CH37 (12 Wo.)CH | UK2 Gold · (11 Wo.)UK | — | Erstveröffentlichung: 2. August 2002 Verkäufe: + 470.000     |
| 2002 | The Scientist                  | DE26 Gold · (10 Wo.)DE | AT8 (6 Wo.)AT | CH28 (4 Wo.)CH | UK10 ×3Dreifachplatin · (20 Wo.)UK                                                                                                  | US— ×4VierfachplatinUS | Erstveröffentlichung: 5. August 2002 Verkäufe: + 6.930.000   |
| 2003 | Clocks                         | DE50 (9 Wo.)DE | — | CH71 (12 Wo.)CH | UK9 Platin · (9 Wo.)UK | US29 ×2Doppelplatin · (22 Wo.)US | Erstveröffentlichung: 21. Februar 2003 Verkäufe: + 3.090.000 |
| 2003 | God Put a Smile upon Your Face | — | — | — | UK100 (1 Wo.)UK | — | Erstveröffentlichung: 7. Juli 2003                           |

## Rezeption
2003 gewann das Album einen Grammy Award in der Kategorie „Bestes Alternative-Album“ sowie die Single In My Place in der Kategorie „Beste Darbietung eines Duos oder einer Gruppe mit Gesang – Rock“. Im Folgejahr gewann Clocks in der Kategorie Single des Jahres.

## Kommerzieller Erfolg

### Chartplatzierungen
| ChartsChartplatzierungen       | Höchstplatzierung | Wochen |
| ------------------------------ | ----------------- | ------ |
| Deutschland (GfK)              | 1 (101 Wo.)       | 101    |
| Österreich (Ö3)                | 10 (57 Wo.)       | 57     |
| Schweiz (IFPI)                 | 1 (96 Wo.)        | 96     |
| Vereinigte Staaten (Billboard) | 5 (108 Wo.)       | 108    |
| Vereinigtes Königreich (OCC)   | 1 (150 Wo.)       | 150    |

| ChartsJahrescharts (2002)      | Platzierung |
| ------------------------------ | ----------- |
| Deutschland (GfK)              | 64          |
| Schweiz (IFPI)                 | 42          |
| Vereinigte Staaten (Billboard) | 140         |
| Vereinigtes Königreich (OCC)   | 4           |

| ChartsJahrescharts (2003)      | Platzierung |
| ------------------------------ | ----------- |
| Deutschland (GfK)              | 17          |
| Österreich (Ö3)                | 72          |
| Schweiz (IFPI)                 | 32          |
| Vereinigte Staaten (Billboard) | 17          |
| Vereinigtes Königreich (OCC)   | 7           |

| ChartsJahrescharts (2004)      | Platzierung |
| ------------------------------ | ----------- |
| Vereinigte Staaten (Billboard) | 76          |

### Auszeichnungen für Musikverkäufe
Das Album verkaufte sich laut Quellen über 15 Millionen Mal, davon sind 10,3 Millionen Einheiten durch Schallplattenauszeichnungen belegt.
| Land/Region                  | Auszeichnungen für Musikverkäufe (Land/Region, Auszeichnung, Verkäufe) | Verkäufe    |
| ---------------------------- | ---------------------------------------------------------------------- | ----------- |
| Argentinien (CAPIF)          | 3× Platin                                                              | 120.000     |
| Australien (ARIA)            | 7× Platin                                                              | 490.000     |
| Belgien (BRMA)               | 2× Platin                                                              | (100.000)   |
| Brasilien (PMB)              | Gold                                                                   | 50.000      |
| Dänemark (IFPI)              | 6× Platin                                                              | (120.000)   |
| Deutschland (BVMI)           | 2× Platin                                                              | (600.000)   |
| Europa (IFPI)                | 5× Platin                                                              | 5.000.000   |
| Finnland (IFPI)              | Gold                                                                   | (16.708)    |
| Frankreich (SNEP)            | 2× Gold                                                                | (200.000)   |
| Griechenland (IFPI)          | Gold                                                                   | (10.000)    |
| Italien (FIMI)               | Platin                                                                 | (100.000)   |
| Japan (RIAJ)                 | Gold                                                                   | 100.000     |
| Kanada (MC)                  | 4× Platin                                                              | 400.000     |
| Mexiko (AMPROFON)            | Platin                                                                 | 150.000     |
| Neuseeland (RMNZ)            | 5× Platin                                                              | 75.000      |
| Niederlande (NVPI)           | Platin                                                                 | (80.000)    |
| Norwegen (IFPI)              | —                                                                      | (41.000)    |
| Österreich (IFPI)            | Platin                                                                 | (40.000)    |
| Portugal (AFP)               | Gold                                                                   | (20.000)    |
| Schweden (IFPI)              | Gold                                                                   | (30.000)    |
| Schweiz (IFPI)               | Gold                                                                   | (20.000)    |
| Singapur (RIAS)              | Gold                                                                   | 5.000       |
| Spanien (Promusicae)         | Gold                                                                   | (50.000)    |
| Vereinigte Staaten (RIAA)    | 4× Platin                                                              | 4.000.000   |
| Vereinigtes Königreich (BPI) | 10× Platin                                                             | (3.000.000) |
| Insgesamt                    | 11× Gold · 52× Platin ·                                                | 10.390.000  |

Hauptartikel: Coldplay/Auszeichnungen für Musikverkäufe